# Entodon fulvonitens
Entodon fulvonitens là một loài rêu trong họ Entodontaceae. Loài này được Mitt. A. Jaeger mô tả khoa học đầu tiên năm 1878.